# Trofeo Laigueglia
Trofeo Laigueglia ist ein Eintagesrennen für Radrennfahrer rund um die italienische Gemeinde Laigueglia an der ligurischen Küste. Das 1964 zum ersten Mal ausgetragene Rennen findet jährlich im Februar statt und stellt somit meistens den Beginn der italienischen Straßensaison dar. Seit 2005 gehört die Trofeo Laigueglia zur UCI Europe Tour und war zunächst in die Kategorie 1.1 eingestuft. 2015 wurde es in die Kategorie 1.HC klassiert und gehört seit 2020 zur UCI ProSeries. Rekordsieger mit 3 Siegen ist Filippo Pozzato.

## Siegerliste
| Jahr | Sieger                         | Zweiter                  | Dritter              |
| ---- | ------------------------------ | ------------------------ | -------------------- |
| 1964 | Guido Neri                     | Antonio Bailetti         | Vincenzo Meco        |
| 1965 | Marino Vigna                   | Luciano Galbo            | Vito Taccone         |
| 1966 | Antonio Bailetti               | Flaviano Vicentini       | Graziano Battistini  |
| 1967 | Franco Bitossi                 | Luciano Armani           | Jan Janssen          |
| 1968 | Michele Dancelli               | Luciano Armani           | Leo Duyndam          |
| 1969 | Claudio Michelotto             | Eddy Merckx              | Franco Bitossi       |
| 1970 | Michele Dancelli               | Cyrille Guimard          | Emilio Casalini      |
| 1971 | Italo Zilioli                  | Mauro Simonetti          | Wladimiro Panizza    |
| 1972 | Wilmo Francioni                | Eddy Merckx              | Roger De Vlaeminck   |
| 1973 | Eddy Merckx                    | Roger De Vlaeminck       | Leif Mortensen       |
| 1974 | Eddy Merckx                    | Enrico Paolini           | Felice Gimondi       |
| 1975 | Gianbattista Baronchelli       | Christian De Buysschere  | Roger De Vlaeminck   |
| 1976 | Franco Bitossi                 | Gianbattista Baronchelli | Joseph Borguet       |
| 1977 | Freddy Maertens                | Giuseppe Saronni         | Bernt Johansson      |
| 1978 | Knut Knudsen                   | Dino Porrini             | Francesco Moser      |
| 1979 | Pierino Gavazzi                | Giuseppe Saronni         | Francesco Moser      |
| 1980 | Roger De Vlaeminck             | Giuseppe Martinelli      | Francesco Moser      |
| 1981 | Giuseppe Saronni               | Pierino Gavazzi          | Roger De Vlaeminck   |
| 1982 | Theo de Rooij                  | Mario Noris              | Wladimiro Panizza    |
| 1983 | Claudio Torelli                | Gregor Braun             | Willy Vigouroux      |
| 1984 | Giuseppe Petito                | Johan van der Velde      | Claudio Torelli      |
| 1985 | Ron Kiefel                     | Vittorio Algeri          | Gilbert Glaus        |
| 1986 | Mauro Longo                    | Giuseppe Calcaterra      | Roberto Pagnin       |
| 1987 | Gilbert Glaus                  | Valerio Piva             | Pierino Gavazzi      |
| 1988 | Paolo Cimini                   | Stefano Allocchio        | Alessio Di Basco     |
| 1989 | Pierino Gavazzi                | Marco Vitali             | Silvio Martinello    |
| 1990 | Rolf Sørensen                  | Giovanni Fidanza         | Bruno Leali          |
| 1991 | Pascal Richard                 | Giuseppe Petito          | Gérard Rué           |
| 1992 | Sammie Moreels                 | Andrea Ferrigato         | Frédéric Moncassin   |
| 1993 | Lance Armstrong                | Stefano Della Santa      | Leonardo Sierra      |
| 1994 | Rolf Sørensen                  | Andrea Chiurato          | Jewgeni Bersin       |
| 1995 | Johan Museeuw                  | Stefano Zanini           | Fabio Baldato        |
| 1996 | Frank Vandenbroucke            | Rodolfo Massi            | Michele Coppolillo   |
| 1997 | Michele Bartoli                | Francesco Frattini       | Francesco Casagrande |
| 1998 | Pascal Chanteur                | Eddy Mazzoleni           | Paolo Bettini        |
| 1999 | Paolo Savoldelli               | Andrea Ferrigato         | Davide Rebellin      |
| 2000 | Daniele Nardello               | Giuseppe Petito          | Andrei Kiwiljow      |
| 2001 | Mirko Celestino                | Daniele Nardello         | Davide Rebellin      |
| 2002 | Danilo Di Luca                 | Eddy Mazzoleni           | Serge Baguet         |
| 2003 | Filippo Pozzato                | Fabio Sacchi             | Fabio Baldato        |
| 2004 | Filippo Pozzato                | Lorenzo Bernucci         | Romāns Vainšteins    |
| 2005 | Kim Kirchen                    | Franco Pellizotti        | Paolo Tiralongo      |
| 2006 | Alessandro Ballan              | Steve Cummings           | Rinaldo Nocentini    |
| 2007 | Michail Borissowitsch Ignatjew | Mirco Lorenzetto         | Filippo Pozzato      |
| 2008 | Luca Paolini                   | Daniele Pietropolli      | Maximiliano Richeze  |
| 2009 | Francesco Ginanni              | Filippo Pozzato          | Enrico Rossi         |
| 2010 | Francesco Ginanni              | Francesco Gavazzi        | Daniele Pietropolli  |
| 2011 | Daniele Pietropolli            | Simone Ponzi             | Ángel Vicioso        |
| 2012 | Moreno Moser                   | Miguel Ángel Rubiano     | Matteo Montaguti     |
| 2013 | Filippo Pozzato                | Francesco Reda           | Mauro Santambrogio   |
| 2014 | José Serpa                     | Patrik Sinkewitz         | Andrea Pasqualon     |
| 2015 | Davide Cimolai                 | Francesco Gavazzi        | Alexei Zatewitsch    |
| 2016 | Andrea Fedi                    | Sonny Colbrelli          | Grega Bole           |
| 2017 | Fabio Felline                  | Romain Hardy             | Mauro Finetto        |
| 2018 | Moreno Moser                   | Paolo Totò               | Matteo Busato        |
| 2019 | Simone Velasco                 | Nicola Bagioli           | Matteo Sobrero       |
| 2020 | Giulio Ciccone                 | Biniam Girmay            | Diego Rosa           |
| 2021 | Bauke Mollema                  | Egan Bernal              | Mauri Vansevenant    |
| 2022 | Jan Polanc                     | Juan Ayuso               | Alessandro Covi      |
| 2023 | Nans Peters                    | Andrea Vendrame          | Alessandro Covi      |
| 2024 | Lenny Martinez                 | Andrea Vendrame          | Juan Ayuso           |
| 2025 | Juan Ayuso                     | Christian Scaroni        | Michael Storer       |